# Island Records
A Island Records é uma gravadora fundada em 1959 por Chris Blackwell, na Jamaica. Foi baseada no Reino Unido por muitos anos e atualmente pertence à Universal Music Group. O rótulo correntemente opera como uma divisão da The Island Def Jam Music Group nos Estados Unidos da América (onde se encontra grande parte do rock orientado-label) e como uma etiqueta independente no Reino Unido (também conhecida como Ilha Island Records Group ou Universal). Desde 2007, há também um local de primeira linha artística etiqueta na Austrália conhecido como Island Records da Austrália, gerido pela Universal Music Austrália.

## História

### Ascensão da marca Island
Island Records foi fundada na Jamaica em 1959 por Chris Blackwell e Graeme Goodall, e foi parcialmente financiado por Stanley Borden da RKO.  A empresa mudou-se para o Reino Unido em maio de 1962. Até Blackwell vender o rótulo para a PolyGram, em 1989, a Island tinha sido a maior gravadora de música indie da história. A Island teve uma grande influência na cena do rock progressivo do Reino Unido no início de 1970. A Island foi a primeira distribuidora multinacional a atuar com a RCA Records Canadá (então uma empresa independente) na América do Norte. O negócio rendeu a RCA, o primeiro recorde de vendas norte-americano com o lançamento do álbum Exodus (1977), de Bob Marley & The Wailers, e marcou também o primeiro álbum de certificação de ouro da parceria. A Island, no entanto, começou a integrar e operar escritórios de negócios nos EUA e no Canadá nos anos 1970 e 1980. A boa impressão sobre lançamentos mencionaria outras empresas. Por exemplo, a marca registrada, Island, foi lançando álbuns com outras companhias (sendo o selo diferente da marca registrada "Island"). As empresas, por exemplo, foram a Bell Records (EUA, 1967-1968), A & M Records (EUA, 1969-1970) Asylum Records (EUA, 1970), a Capitol Records (EUA, início dos anos 1970), Warner Bros Records (EUA, 1975-1982), WEA Records (Canadá), Atlantic Records (EUA, 1982-1989), MCA Records (Canadá 1982-1989), Phonogram Records (Alemanha, ? — 1971), Ariola Records (Alemanha, 1971-1992; Holanda, 1970s-1989), Dacapo (Portugal), entre outras. Uma anomalia é que a Rupert Murdoch Festival Records (Austrália e Nova Zelândia) (agora propriedade da Warner Music) tinha mais destaque para divulgar a marca do que a maioria.
Embora esta estratégia da marca Island ter dominado, ela liberou a ajuda para a marginalização, a Island lutou com esse tipo de negócio no final dos anos 1970 e início dos 80. A morte de Bob Marley "foi prejudicial para a empresa", a banda de rock irlandesa U2, que tinha assinado com a Island em março de 1980, foi crescendo em popularidade, mas ainda não tinham alcançado a posição de superstar internacional que Marley tinha, e um acordo comum com Trevor Horn é incipiente ao rótulo ZTT que tinha retornos decrescentes. Blackwell tinha também usado o rótulo para financiar uma nova produção cinematográfica e de distribuição da empresa, a Island Live, em 1983. Em agosto de 1987, a empresa não foi capaz de pagar US$ 5 milhões que devia ao U2 em royalties pelo álbum The Joshua Tree (1987), que tinha sido desviado para financiar vários filmes de sucesso. Um acordo foi firmado onde o U2 investiu US$ 5 milhões não remunerados na empresa em troca de uma participação na mesma, estimados em cerca de 10% de participação nos lucros.

### Fusão com a Def Jam
Após o Polygram comprar a gravadora, ela fundiu a mesma com outra grande gravadora e selo em 1999, a Def Jam Recordings, sendo fundada a super-gravadora, The Island Def Jam Music Group.

### Artistas atuais
- AlunaGeorge
- Astrid S
- Sigrid
- A 88
- Os hunos
- O Airborne Toxic Event
- Tori Amos (Reino Unido / Europa)
- Vanessa Amorosi (Reino Unido / Europa)
- Ashes Divide
- Attic Lights
- Aaron Fresh
- Ashnil
- Babyface
- Adrienne Bailon
- Molly Beanland
- Big Sean
- Bon Jovi
- Bad Company
- Wallis Bird
- Black Cards
- Bombay Bicycle Club
- Boy Kill Boy (Mercury / Vertigo / Island)
- The Bravery
- Brutha
- Brandy
- Brandon Flowers
- Andy Bull
- Burnham (banda)
- Capibara
- Gabriella Cilmi (Europa Island)
- Relógios
- Taio Cruz
- Christina Grimmie
- A codeína Velvet Club
- Laydee C
- Cristopher Drew
- Christopher Monda (artista de gravação de novo)
- As coisas Damned
- Dead Religião
- Devlin
- Kristinia DeBarge (Música Sodapop / Island)
- DThomas (PBE / Island)
- Dj Phrex (Jamaica)
- Def Leppard (EUA)
- Fefe Dobson
- Darren Freckleton Stefan (Jamaica)
- David Ilunga
- Demi Lovato (EUA)
- Dilan Suriya
- Eddie and the Hot Rods
- Chibby Egotanwa
- Electrovamp
- Elton John (EUA)
- Melissa Etheridge
- Brandon Evans
- Ed Junior
- Fall Out Boy (Fueled by Ramen / Island)
- The Feeling
- Incêndio Avenged
- Florence and the Machine
- Frankmusik
- The Fratellis
- A Girl Called Jane
- Gin Wigmore
- James Hart
- Erik Hassle
- Hoobastank
- Linhas de Hayden 10HR Pamilaaaa
- Howie Krakk
- Natalie Imbruglia
- Isadora Díaz
- Innerpartysystem
- I Blame Coco
- Janet Jackson
- Jason Foxx
- Javine Hylton
- JuStar
- John Martyn
- Josh Gillooly
- J. Holiday
- Jman
- Keane
- Keisha Buchanan
- The Killers (EUA)
- O King Blues
- Khalil
- Ladyhawke
- Annie Lennox (Reino Unido)
- Leon Jean Marie
- Amor Saquing
- Ludo
- McFly(Agora: Super Records)
- Brian McFadden
- Jon McLaughlin
- Monty Are I
- Mumford & Sons
- Mikhael Blacque X
- Terra Naomi
- Remi Nicole
- Nine Black Alps
- Pára-quedas
- Duende
- PJ Harvey
- Psy (Coréia do Sul)
- Portishead
- Lauren Pritchard
- Celulose
- Phrexx (Kingston)
- Queen (a partir de 2011 fora os EUA e Canadá)
- Lionel Richie
- The Rocket Summer
- Rocko
- Romance sobre um Rocketship
- The Rumble Strips
- Os juncos
- Ruthless Produção
- Saliva
- Jay Sean
- Falha de Sparky
- Sabrina Carpenter
- Sam Sparro
- Sekar Hapsari (Island Urban Jogjakarta)
- School Gyrls
- Shawn Mendes
- Shontelle
- Signal Flare
- Skip Marley
- Falha de Sparky
- George Stanford
- Tinchy Stryder
- Sugababes
- Sum 41 (exceto o Canadá)
- Shaheen Jafargholi
- Rymza (UK Ilha)
- Takota
- Tenko
- Theory of a Deadman
- Tokio Hotel (UK Ilha)
- Traffic
- "Two Much" e mais
- Ultravox
- Under the Influence of Giants
- Utada (oficialmente mudou-se para a EMI como Hikaru Utada partir de 8 de novembro de 2010)
- VV Brown
- Lucy Walsh
- Laura Warshauer
- Wiley (rapper)
- Young Love
- YoungFresh do Sangue Bruthas
- O Yeah You's
- Nick Jonas
- Carly Rose Sonenclar
- Trinidad Cardona